# Río Kuiseb
El río Kuiseb es un río efímero en el centro-oeste de Namibia. Nace en las tierras altas de  Khomas al oeste de Windhoek. Desde allí fluye hacia el oeste a través del Parque nacional de Namib-Naukluft y el desierto de Namib hasta Walvis Bay. Varios asentamientos del pueblo Topnaar están situados en las orillas del Kuiseb inferior, por ejemplo Homeb, Sandfontein, Rooibank, y Utuseb. Las entradas del Kuiseb son Gomab, Ojab, Chausib, Gaub, Koam, Nausgomab y Goagos.
Se estima que la cuenca del Kuiseb (incluidos sus afluentes) tiene entre 15 500 y 16 692 km² (6445 millas cuadradas). Tiene una escorrentía media de aproximadamente 20 millones de metros cúbicos por año (710×106 pies cúbicos por año). La presa de Friedenau, construida en 1972, está situada en el río. En enero de 2005, por primera vez en años, el Kuiseb fluyó hacia el océano.
Entre Naukluft y Namib, el Kuiseb formó un cañón en una zona árida e inaccesible. Durante la Segunda Guerra Mundial la zona alrededor del cañón Kuiseb sirvió de refugio a Henno Martin y Hermann Korn que se trasladaron allí para esperar el fin de la guerra. Posteriormente se publicaron dos libros y una película sobre esta estancia de dos años; las ruinas de su refugio pueden visitarse. En su curso a través del Namib, el Kuiseb está bordeado por un lado por algunas de las dunas de arena más altas del mundo, y por el otro por roca estéril. Las dunas de arena roja al sur del río alcanzan alturas de más de 150 metros. Los vientos predominantes soplan las dunas hacia el norte, pero su movimiento es bloqueado por el río. En el proceso, se deposita tanta arena y limo en el Kuiseb que sólo llega al mar cuando está inundado.
En 1907, la zona entre el río Swakop y el Kuiseb fue designada por la administración colonial alemana como reserva de caza. Actualmente, la zona forma parte del parque nacional de Namib-Naukluft. La Fundación de Investigación del Desierto de Namibia (DRFN) se encuentra en Gobabeb.

## Galería

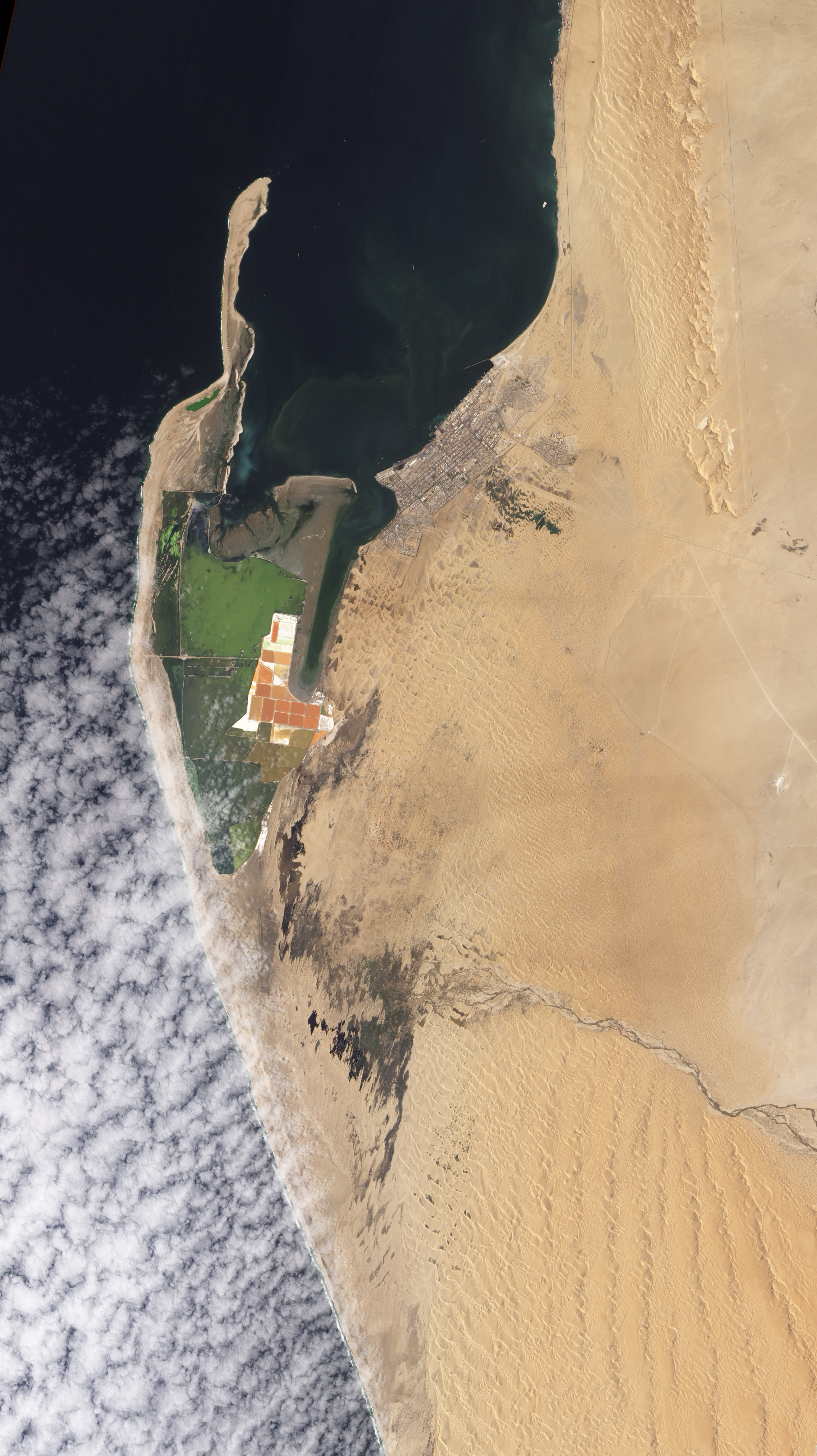
Imagen satelital en color natural del río Kuiseb.
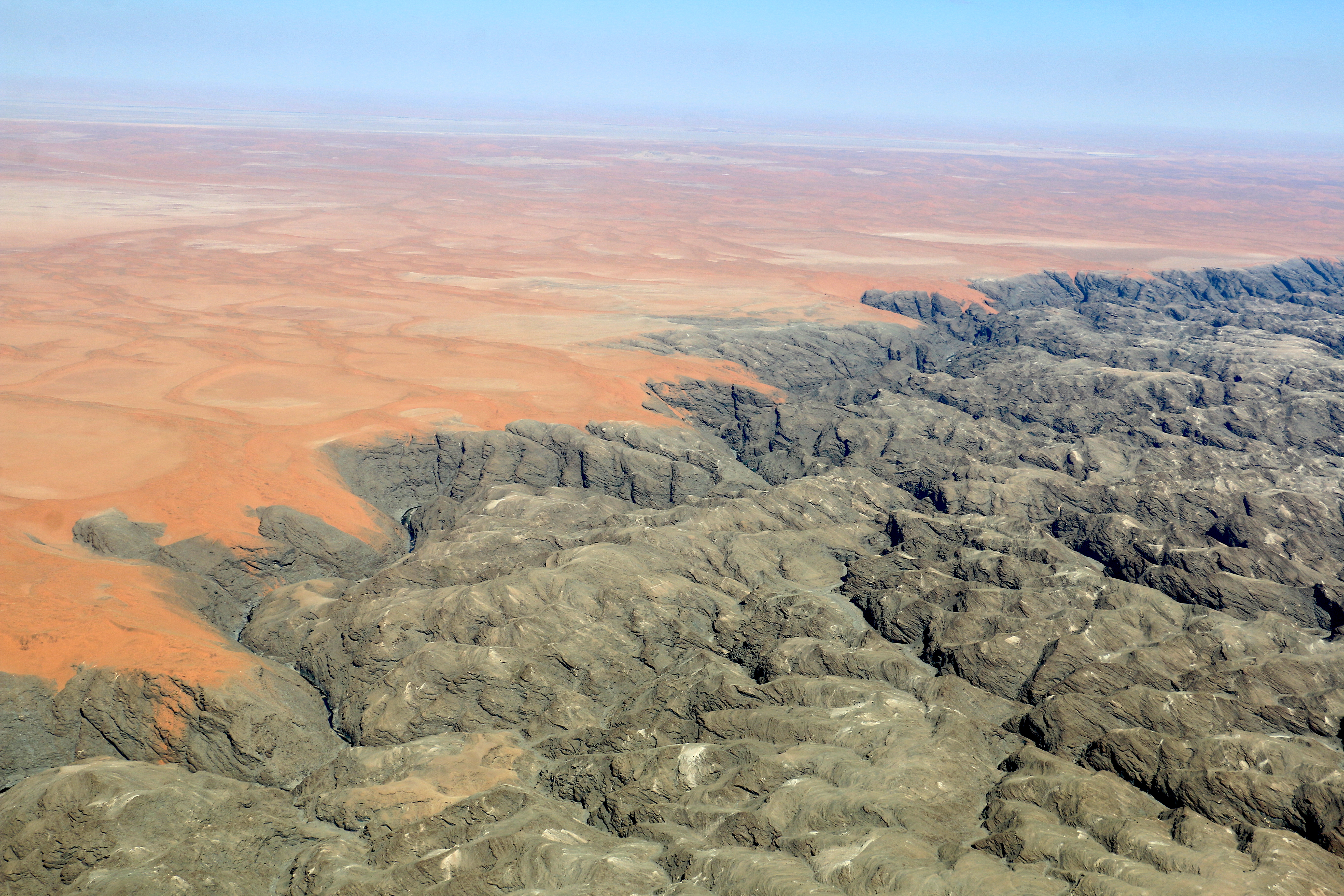
Vista aérea del río Kuiseb (2017)
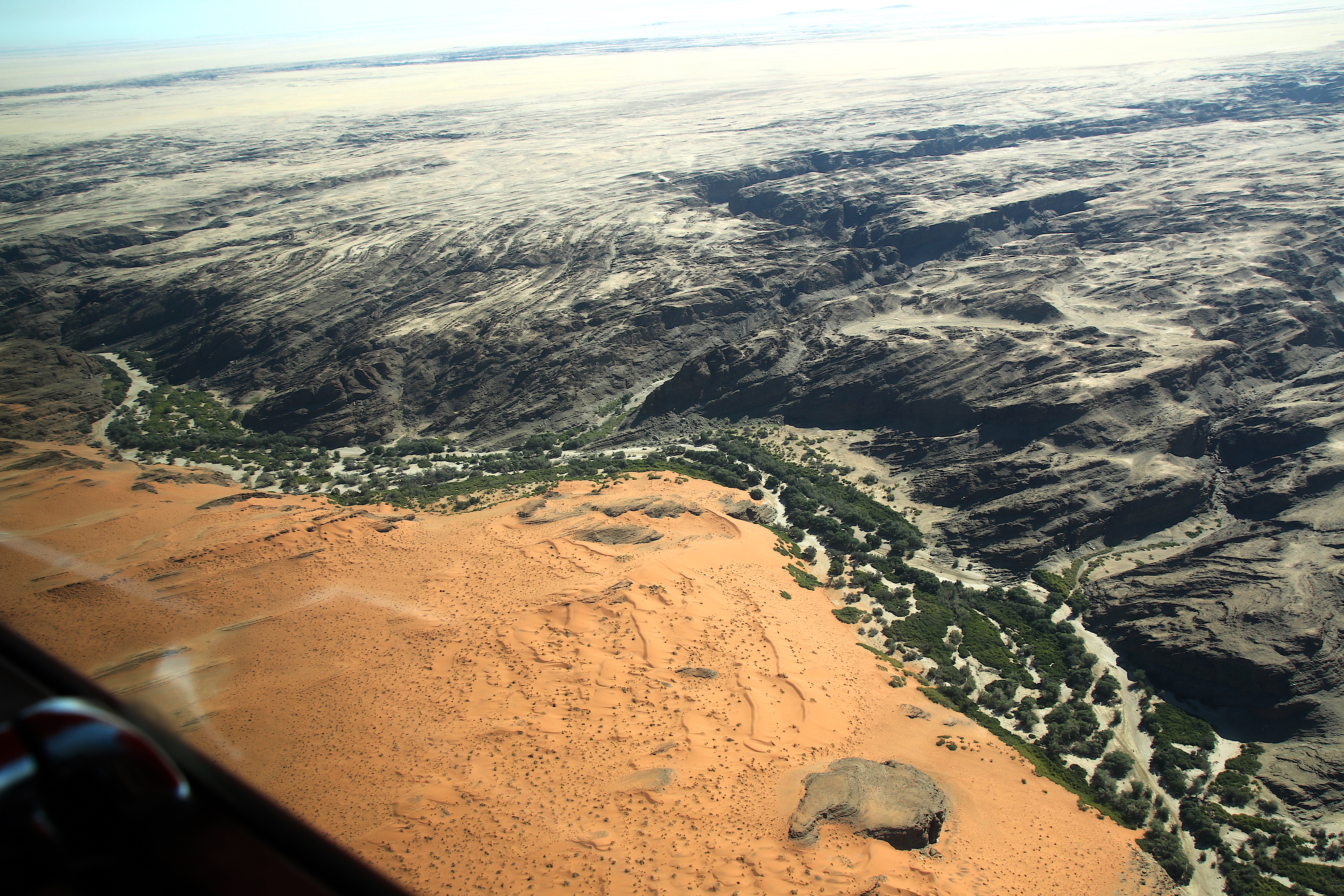
Río Kuiseb (2018)
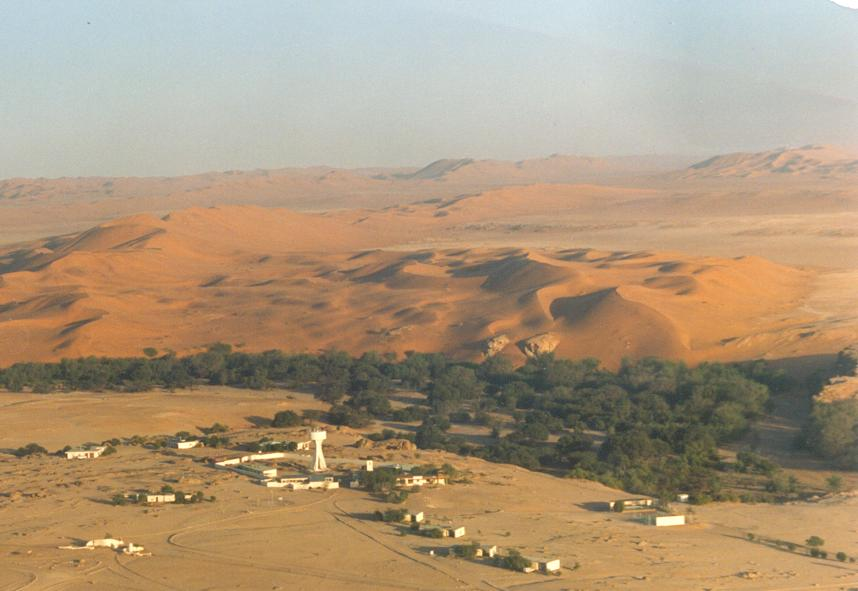
Vista aérea del Centro de Formación e Investigación Gobabeb
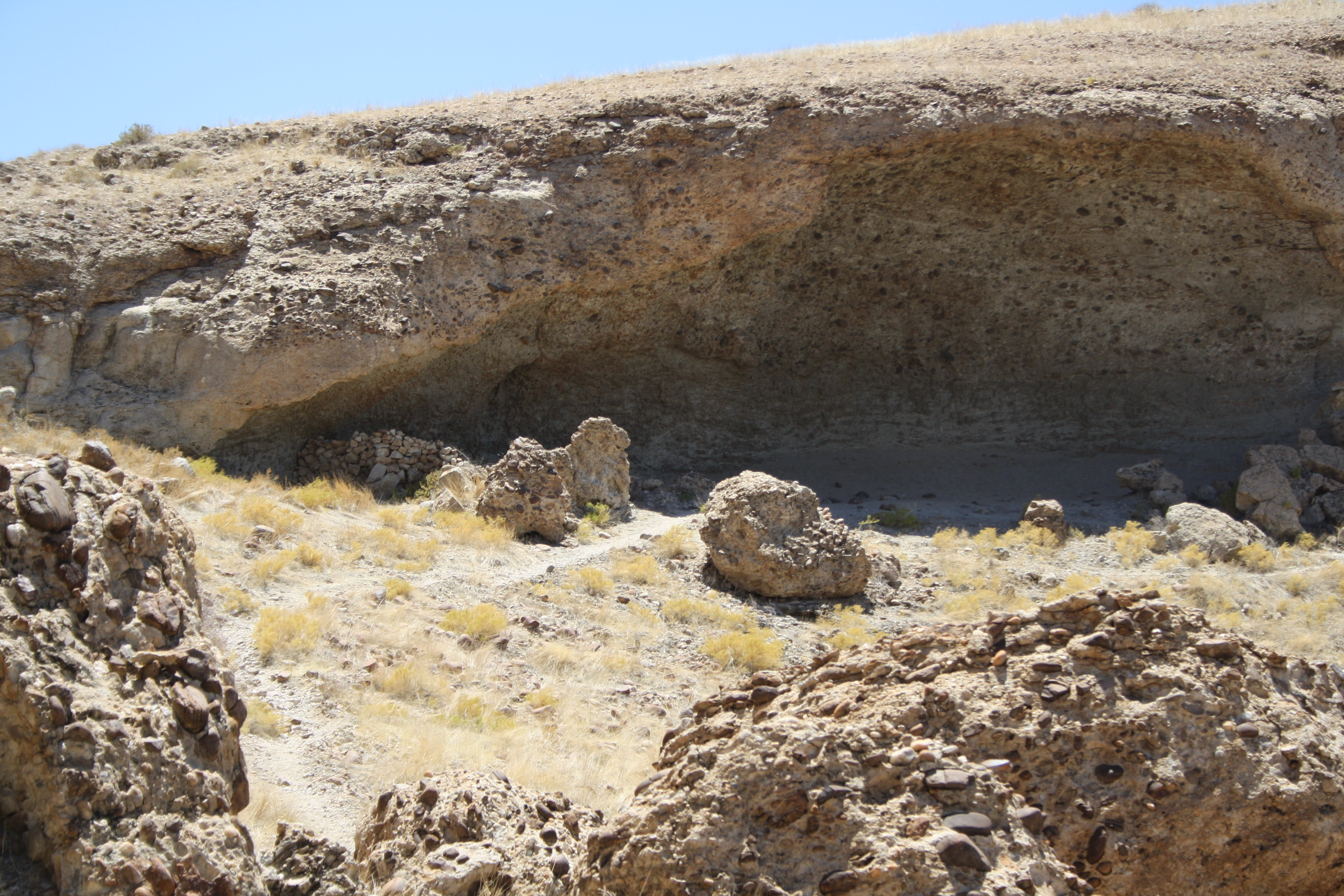
Ruinas del refugio de Korn y Martin
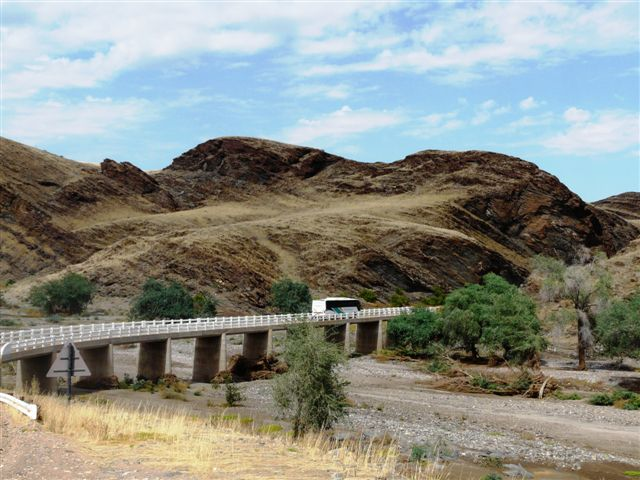
Carretera C14 y puente sobre el cañón Kuiseb